# Чепурья
Чепурья — река в России, протекает по Кондинскому району Ханты-Мансийского автономного округа. Устье реки находится в 129 км по правому берегу реки Катым. Длина реки составляет 23 км.

## Данные водного реестра
По данным государственного водного реестра России относится к Иртышскому бассейновому округу, водохозяйственный участок реки — Конда, речной подбассейн реки — Конда. Речной бассейн реки — Иртыш.
Код объекта в государственном водном реестре — 14010600112115300017839.